# フランシスコ・デ・パウラ・デ・ボルボン
フランシスコ・デ・パウラ・デ・ボルボン（スペイン語全名：Francisco de Paula Antonio de Borbón y Borbón-Parma, Duque de Cádiz, 1794年3月10日 - 1865年8月13日）は、スペインの王子（インファンテ）、カディス公。

## 生涯
スペイン王カルロス4世と王妃マリア・ルイサ・デ・パルマの末子としてアランフエスで誕生した。実の父親は、王の寵臣で王妃の愛人であったマヌエル・デ・ゴドイだと推測されている。兄にフェルナンド7世、スペイン王位請求者モリナ伯カルロスがいる。名前の「フランシスコ・デ・パウラ」はスペイン語でパオラの聖フランチェスコを意味する。
1819年、両シチリア王女ルイサ・カルロータ（フランチェスコ1世の王女）と結婚した。ルイサ・カルロータの母はフランシスコ・デ・パウラの姉イサベルであったことから、2人は叔父・姪の間柄であった。2人には11子が生まれた。
- フランシスコ・デ・アシス（1820年 - 1821年）
- イサベル・フェルナンダ（1821年 - 1897年）
- フランシスコ・デ・アシス（1822年 - 1902年） - イサベル2世の王配
- エンリケ・マリア（1823年 - 1870年） - セビーリャ公
- ルイサ・テレサ（1824年 - 1900年） - 16代セッサ公ホセ・マリア・オソリオ・デ・モスコーソと結婚
- ドゥアルテ・フェリペ（1826年 - 1830年）
- ホセフィーナ・フェルナンダ（1827年 - 1920年）
- マリア・テレサ（1828年 - 1829年）
- フェルナンド・マリア（1832年 - 1854年）
- マリア・クリスティーナ（1833年 - 1902年） - スペイン王子・ポルトガル王子セバスティアン・ガブリエル妃
- アマリア・デル・ピラール（1834年 - 1905年） - バイエルン王子アーダルベルト妃